# Hirekanagi, Hangal
Hirekanagi là một làng thuộc tehsil Hangal, huyện Haveri, bang Karnataka, Ấn Độ.